# Крістоф Орель
Крістоф Орель (нім. Christophe Ohrel, нар. 25 жовтня 1965, Страсбург) — швейцарський футболіст, що грав на позиції правого півзахисника, зокрема, за «Лозанну», а також національну збірну Швейцарії.

## Клубна кар'єра
У дорослому футболі дебютував 1986 року виступами за команду «Лозанна», в якій провів шість сезонів, взявши участь у 136 матчах чемпіонату.  Більшість часу, проведеного у складі «Лозанни», був основним гравцем команди.
Згодом з 1992 по 1994 рік грав за «Серветт», після чого провів по одному сезону у складі французьких «Ренна» і «Сент-Етьєна».
1996 року повернувся до «Лозанни», де провів ще чотири сезони, після чого захищав кольори «Люцерна» і «Івердон Спорт».
Завершував ігрову карє'ру у третьому і четвертому швейцарських дивізіонах, де провів по одному сезону відповідно за «Шенуа» і «Пуллі Футбол».

## Виступи за збірну
1991 року дебютував в офіційних матчах у складі національної збірної Швейцарії. Протягом кар'єри у національній команді, яка тривала 7 років, провів у її формі 56 матчів, забивши 6 голів.
Був основним правим півзахисником національної команди на чемпіонаті світу 1994 року у США, де взяв участь у всіх чотирьох іграх команди, яка вибула з боротьби на стадії 1/8 фіналу.

## Титули і досягнення
- Чемпіон Швейцарії (1):

«Серветт»: 1993-94
- Володар Кубка Швейцарії (2):

«Лозанна»: 1997-98, 1998-99